# ロボットボーイズ
『ロボットボーイズ』は、原作:七月鏡一、作画:上川敦志による日本の漫画作品。『週刊少年サンデー』（小学館）にて、2003年32号より2004年10号まで連載されていた。

## 概要
作品の題材は「ロボット競技（通称ロボコン）」。高校ロボット部の迫水天馬が仲間を集め、大会に出場し、勝利するまでを描いた青春活劇である。作中では小学館が製作参画している2003年の映画「ロボコン」のキャラクターもゲスト出演したことがあった。
少年サンデー超'04年GW号に特別編が掲載されている。単行本は少年サンデーコミックスから全3巻。

## 登場人物
迫水天馬（さこみず てんま）
新葉学園高校1年。ロボット部部長。ロボット競技を熱心に愛する少年。中学時代からロボット競技に染まり、知識も豊富だが、51連敗を喫するなど、その技術は素人レベルに近い。高校入学後も負け続け、連敗王の異名を持っている。しかし、ロボットへの愛情は強く、そのひたむきさは星沢の心を動かした。女子の多い新葉学園においては、女子から機械オタクなどと呼ばれ、忌避されている。試合で勝てなくても、楽しければそれでいいといった思考だったが、新入部員が入ったことを契機に、勝ちへのこだわりを次第に見せるようになる。
星沢祐介（ほしざわ ゆうすけ）
新葉学園高校1年。ロボット部部員。性格は純粋でいたってまじめ。他の女子同様、結果も出ないのに、努力を続ける天馬を冷めた目で見ていたが、天馬の情熱に惹かれて、自分を変えたいとロボット部への入部を決意する。女子との関係は良好。天馬と霧野の間の調整役。
霧野博人（きりの ひろと）
新葉学園高校1年。ナルシストの遊び人。思い込みが激しいナンパ男で、周囲の女子からは忌避されている。ロッカー荒らしの犯人をロボット部の2人とともに捕まえたことがきっかけで、ロボット部に入部することに。さりげない発言が大きなアイディアにつながることもあった。
月岡麗（つきおか うらら）
新葉学園高校1年。バレーボール部員。天馬とは幼馴染の、気の強い少女。本作のヒロインであるわりには、あまり目立っていない。ロボット競技に打ち込む天馬には否定的だったが、大会直前に無断で居残りをしていた天馬たちを助けたこともあった。最終的にはロボット部を兼部し、副部長になっている。
旭山隆一郎（あさひやま りゅういちろう）
さいたま電波高校1年。ロボット部部員でヤンキー。天馬とは中学時代のライバル。ロボット競技55連敗（本人は54連敗と主張）の記録をもつ。他のヤンキーたちを集め、ロボット部を設立。勝利を目指す。
風間かおる（かざま かおる）
さいたま電波高校。長いリーゼントが特徴のロボット部員。操縦専門。
雪藤里佳、吉良かすみ、三鷹陽子（ゆきとう りか、きら かすみ、みたか ようこ）
お嬢様学校、聖セイレム学院電子工作部部員。パフォーマンスロボット大会2年連続グランプリ。天馬たちとは、ロボット競技大会「ザ・戦国」で対戦。雪藤は大会終了後に、天馬たちを自身の豪邸に招待した。
雨宮和也（あまみや かずや）
つくば科学技術大学付属高校1年。名門のロボット部所属。冷静沈着。試合は、事前のシミュレーションの確認にすぎないと言い切っている。天馬に対しても、当初は眼中にないといった態度だったが、「ザ・戦国」では新葉学園に大苦戦し、天馬たちを見直すようになる。なぜか雪藤の豪邸に招待された。

## 作中で登場したロボット
プッシュライトロボ
100円ショップによく売られているプッシュライトにタイヤやモーターをつけてライトの点灯と同時に走るようにさせたもの。単行本1巻の巻末に作り方が載っている。
ロボクリーナーZ
前進すると2本のホウキが回って床のゴミを掃いてくれるロボット。光センサーにより光に向かって遠隔操作が可能だが、たまたま部室に入ってきた霧野の不祥事によって破壊される。
ビリーブ
迫水と星沢によって作られた、ロボット部が複数部員になって初の競技用ロボット。キューブ型ブロックを持ち上げて積むように作られている。
メロディベア
迫水と星沢が部活紹介用につくったペットロボット。クマの人形にオルゴールと歩行機会をつけたつくりだが、首が回ったり腕が妙な曲がり方をしたりで部活紹介は失敗する。
ロボガード1号
学園内のロッカー荒らしを撃退するために迫水、星沢、そして女子にもてるためだけに新しく入部した霧野の3人が作った待ち伏せロボット。洗濯機の外見からセンサーで人を感知すると、石灰の入ったガシャポンカプセルが飛び出すという仕組み。ロッカー荒らしの犯人によりことごとく破壊される。なお、名前は1号となっているが、後続機は登場しない。
チャリオット
ロボット競技大会「ザ・戦国」に出場するために迫水、星沢、霧野が作ったロボット。スピードと格闘性を必要とされる大会にスピード重視で臨んだため、タイヤがとても大きい物になっている。漫画本編で事実上もっとも見せ場になった本編最後のロボットでもある。（モデルは実在する「玉足」というロボット。）
ソヴェリン
本編終了後につくられた特別編で高校2年になった迫水と霧野、副部長として入った麗、そして最終回に登場した1年新入部員（星沢は不参加）がロボット競技大会「ロボッティング」に出場するために作った、二足型格闘ロボット。ただし、話の展開から事実上1コマしか登場しない。
コロンブス
星沢が「ロボッティング」でロボット部から離れて個人出場したロボット。全体的に球型をし、腕などがついていないかなり変わった形をしている。